# Constantino II (emperador)
Flavio Claudio Constantino (en latín, Flavius Claudius Constantinus, 316-340), fue emperador romano desde el 9 de septiembre de 337 hasta su muerte, gobernando sobre las regiones más occidentales del Imperio (Galia, Hispania y Britania).

## Vida

### Orígenes y carrera
Hijo segundo de Constantino el Grande y primero de su matrimonio con Fausta, nació en Arlés,y fue educado en el cristianismo. El 1 de marzo de 317 fue nombrado César, y a la edad de siete años, en 323, participó en la campaña de su padre contra los sármatas.Con diez años se le entregó el gobierno de la Galia, después de la muerte de su hermanastro Crispo. Una inscripción fechada en 330 le adjudica el título de Alamannicus, así que es probable que sus generales obtuvieran una victoria sobre los alamanes.Su carrera militar continuó cuando Constantino lo eligió su comandante del campo durante la campaña de 332 contra los godos.

### Emperador
Después de la muerte de su padre en 337, Constantino II se convirtió en emperador junto con sus hermanos Constancio II y Constante. La división del imperio, hecha por los tres hermanos en septiembre del mismo año en Panonia, le adjudicó el gobierno de la Galia, Britania e Hispania.
Estuvo implicado en la lucha entre las diversas corrientes cristianas. Con la pars occidentalis del imperio inclinada hacia la ortodoxia nicena y en contra del Arrianismo, Constantino II liberó al obispo Atanasio de Alejandría, ardiente defensor de la ortodoxia, permitiendo que volviera a su sede. Esta acción también pretendió poner en apuros a su hermano Constancio II, gobernador del Imperio Oriental y partidario del arrianismo.

### Muerte
Al principio, estuvo al cuidado de su hermano más joven Constante, gobernante en Italia, África e Iliria. Cuando Constante alcanzó la mayoría de edad en 340, invadió Italia para destronarlo, pero fue derrotado y muerto en Aquilea. Constante se hizo entonces con el control de sus estados, y se le hizo condena oficial de su recuerdo.